# Rodach

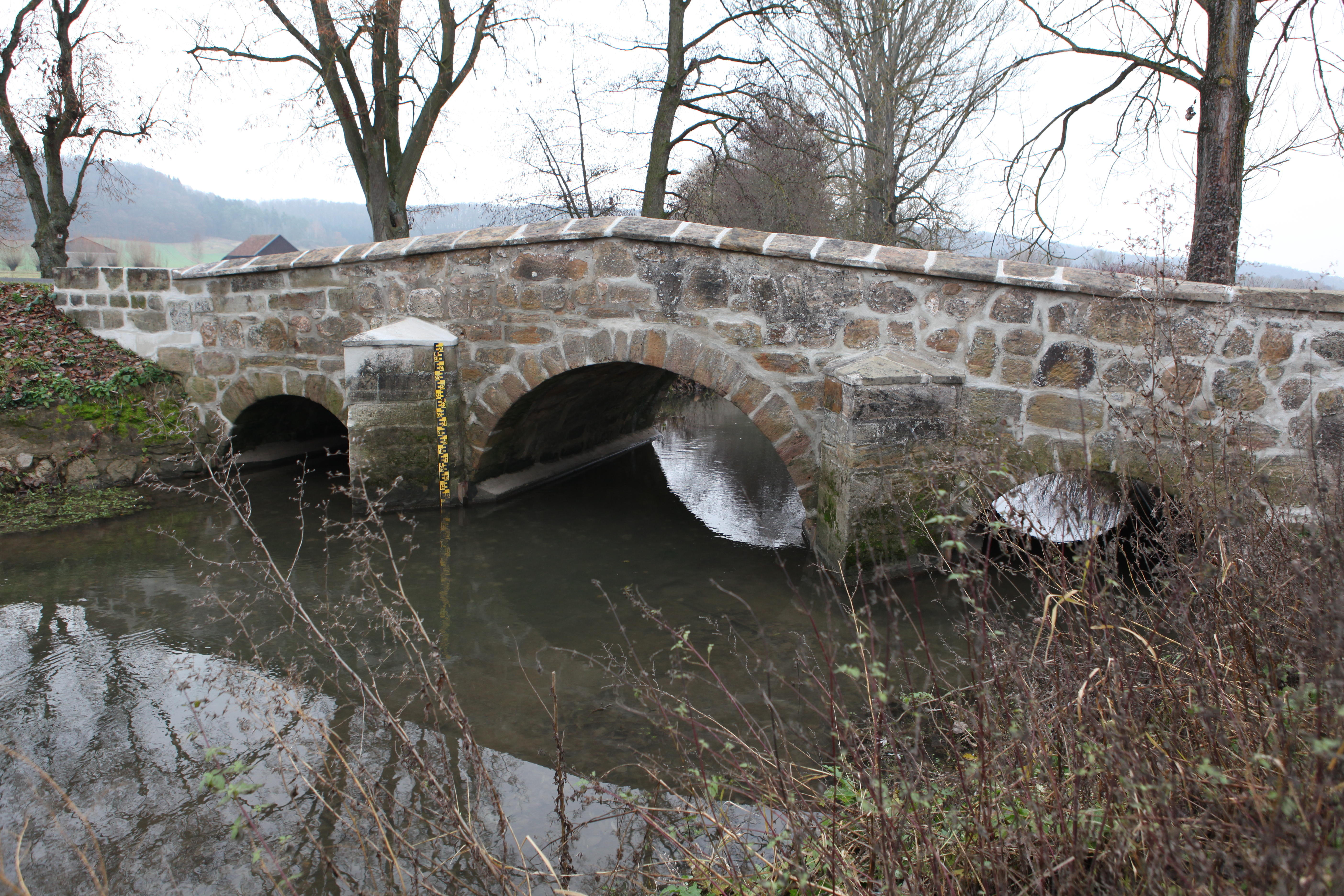
A Rodach folyó egyik hídja

A Rodach folyó Németországban, az Itz jobb oldali, északnyugati mellékfolyója Bajorországban, Thüringiában.

## Leírása
Hossza közel 42 km. Nem messze Kronachtól a fő folyónak van egy azonos nevű mellékfolyója is.
A Rodach Hildburghausen-Leimrieth-től délre ered. Irányát útja során többször is megváltoztatja a türingiai–bajor határ között, Heldburger Land és Coburg régiókban. Nyugati irányban Bodelstadt közelében torkollik az Itzbe.

## A Rodach a következő településeken folyik át
- Leimrieth
- Stressenhausen
- Steinfeld
- Eishausen
- Adelshausen
- Roßfeld
- Bad Rodach
- Gauerstadt
- Niederdorf
- Billmuthausen - 1978 óta lakatlan falu
- Bad Colberg
- Ummerstadt
- Gemünda
- Dietersdorf
- Hattersdorf
- Seßlach

## Mellékfolyói
- Muehlbach (jobbra)
- Harras (jobbra)
- Weidach (balra)
- Fohlbach (jobbra)
- Kreck (jobbra)
- Tambach (balra)